# Турувка (Підляське воєводство)
Турувка (пол. Turówka) — село в Польщі, у гміні Августів Августівського повіту Підляського воєводства.
Населення — 119 осіб (2011).
У 1975-1998 роках село належало до Сувальського воєводства.

## Демографія
Демографічна структура станом на 31 березня 2011 року:
|          | Загалом | Допрацездатний вік | Працездатний вік | Постпрацездатний вік |
| -------- | ------- | ------------------ | ---------------- | -------------------- |
| Чоловіки | 61      | 13                 | 41               | 7                    |
| Жінки    | 58      | 11                 | 37               | 10                   |
| Разом    | 119     | 24                 | 78               | 17                   |